# Wolfgang Hien

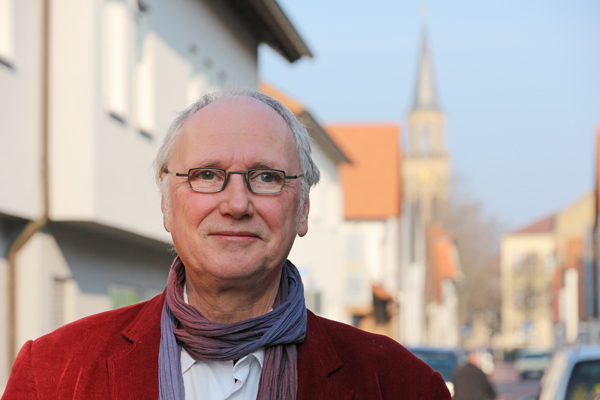
Wolfgang Hien in Bremen, fotografiert von Fritz Hofmann

Wolfgang Hien (* 8. April 1949 im Saarland) im Erstberuf Chemielaborant und langjährig tätig als Industriearbeiter, seit Anfang der 1990er Jahre Arbeits- und Gesundheitswissenschaftler, ist als Forscher, Referent, Berater und vielfacher Buchautor hervorgetreten. Mit seinen sozialhistorisch, medizinsoziologisch sowie biographisch ausgerichteten Arbeiten zu berufsbedingten Belastungen und Krankheiten hat er vor allem in gewerkschaftlichen und betrieblichen Diskussionen Beachtung gefunden. Er lebt und arbeitet in Bremen. Sein bisheriges Hauptwerk Die Arbeit des Körpers. Von der Hochindustrialisierung bis zur neoliberalen Gegenwart erschien 2018 im Wiener Mandelbaum Verlag ist in erweiterter und korrigierter Fassung 2022 neu aufgelegt worden.

## Ausbildung und politische Orientierung
Nach Ausbildung und langjähriger betrieblicher Erfahrung als Chemielaborant, Industriearbeiter und Gewerkschaftsaktivist studierte er Biochemie und Philosophie in Heidelberg sowie Soziologie, Psychologie, Pädagogik und Arbeitswissenschaft in Bremen, was 1988 zu einem Abschluss als Diplom-Pädagoge mit einer Forschungsarbeit zum Thema „Chemische Industrie und Krebs“ und 1992 zur gesundheitswissenschaftlichen Promotion zum Dr. rer. pol. (summa cum laude) führte.
Hien war als Jugendlicher in der katholischen Jugendbewegung engagiert, wo er sein anhaltendes Interesse für die Befreiungstheologie entwickelte. Er hat sich schon Mitte der 1960er Jahre in der Lehrlingsbewegung engagiert und war Anfang der 1970er Jahre in wichtige Auseinandersetzungen um die inhaltlichen Orientierungen im Zweiten Bildungsweg involviert. Gegen die Erziehung zur Anpassung vertrat Hien radikal emanzipatorische Ideen, an denen er bis heute festhält.

## Aktivitäten in der Betriebsgesundheitsbewegung
Wolfgang Hien kann als Mitbegründer und Mitorganisator einer Betriebsgesundheitsbewegung gesehen werden, die sich in den 1970er Jahren als Teil der betrieblichen Basisgruppenarbeit herausbildete. Als Fachmensch für Toxikologie und Berufskrankheiten war Hien aktiv in der „Mitmischer“-Gruppe bei Degussa, Frankfurt am Main, sowie in der gleichnamigen Gruppe bei der BASF Ludwigshafen. Er organisierte 1981 im Rahmen des Bochumer Büros für Betriebsfragen eine bundesweite Konferenz zum Gesundheitsschutz am Arbeitsplatz. Hien war im Rahmen der Gesundheitsladenbewegung beteiligt am Aufbau arbeitermedizinischer Gruppen in Mannheim, Frankfurt, Bochum und Bremen. Hier gehörte zu den Gründungsmitgliedern des Berufsverbandes arbeits- und berufsbedingt Erkrankter. Seit den 1990er Jahren unterstützt Hien Berufserkrankte in ihren Anerkennungsverfahren, z. B. bei Harnblasenkrebs durch aromatische Amine, bei Lungenkrebs durch Asbestfaserstäube oder bei Blutkrebs durch Benzol, das in Kraftstoffen enthalten war oder beim Schweißen und Flämmen von Beschichtungsstoffen entstehen kann. Seit den 2000er Jahren beschäftigt sich Hien intensiv mit psychischen Belastungen am Arbeitsplatz, mit arbeits- und berufsbedingten Depressionserkrankungen und arbeits- und berufsbedingtem Suizid. In Schulungen für gewerkschaftliche Aktivisten – IG Metall, Freie Arbeiter*innen-Union und IWW – gibt Hien seine Erfahrungen und Ideen an die jüngere Generation weiter. Viele der ursprünglichen Forderungen der Betriebsgesundheitsbewegung fanden Eingang in das geltende Arbeitsschutzrecht, wurden aber damit zugleich auch bürokratisiert und vom unmittelbaren Erleben der Menschen abgehoben. Hien sieht aufgrund der Prekarisierung der Arbeit jedoch weiter einen hohen Bedarf an betrieblicher Basisarbeit zum Thema Gesundheit und Krankheit. Die Notwendigkeit dessen hat nicht zuletzt die Corona-Gefährdung gezeigt.

## Beruflicher Werdegang und aktuelle Arbeitsschwerpunkte
Seit (1988 oder) 1989 ist Hien in Forschung und Lehre tätig; zwischen 2003 und 2005 war er Referatsleiter für Gesundheitsschutz beim DGB-Bundesvorstand.
Seit Januar 2006 ist er Inhaber und Leiter des Forschungsbüros für Arbeit, Gesundheit und Biographie. Seine dortigen Arbeitsschwerpunkte sind: Krankheit und Gesellschaft; Erinnerungsprojekt Vulkan; Arbeitssituation, Arbeitsbiographie; Arbeitsbedingte Erkrankungen; Probleme der Arbeitsmedizin; Sozialgeschichte der Arbeit; Arbeit, Altern und Krankheit sowie Männlichkeitsmuster im Arbeitsverhalten. Für Hien ist in der Arbeitswelt immer auch ein berufsethischer Bezug wichtig, d. h. es geht ihm nicht nur um die wissenschaftliche Analyse, sondern auch um die Frage, mit welcher Reichweite jemand Verantwortung für Arbeit, Leben und Gesundheit eines anderen Menschen trägt.
Vielbeachtet ist Hiens Rückblick auf Wechselwirkungen zwischen Umwelt-, Gesundheits- und Arbeiterbewegung in der BRD der 1970er und 1980er Jahre, ebenso wie sein neuester Beitrag zur Öffnung der Debatten um die politischen Einschätzungen der Corona-Pandemie.

## Buchveröffentlichungen seit 2008
- Irgendwann geht es nicht mehr. Älter werden und Gesundheit im IT-Beruf, VSA: Hamburg, 2008.
- Pflegen bis 67? Die gesundheitliche Situation älterer Pflegekräfte, Mabuse: Frankfurt am Main, 2009.
- Kranke Arbeitswelt. Ethische und sozialkulturelle Perspektiven, VSA: Hamburg, 2016.
- zusammen mit Herbert Obenland, Schadstoffe und Public Health. Ein gesundheitswissenschaftlicher Blick auf Wohn- und Arbeitsumwelt. Aachen: Shaker, 2017.
- Die Arbeit des Körpers. Von der Hochindustrialisierung in Deutschland und Österreich bis zur neoliberalen Gegenwart. Mit einem Nachwort von Karl Heinz Roth, Mandelbaum: Wien, 2018 [o. Verf.: REZENSION/696: Wolfgang Hien - Die Arbeit des Körpers (SB). In: Schattenblick. 2. Juli 2018, abgerufen am 17. Februar 2019 (ISSN 2190-6963).] (2. korrigierte und erweiterte Auflage 2022, ISBN 978-3-85476-798-5).
- zusammen mit Peter Birke, Gegen die Zerstörung von Herz und Hirn. „68“ und das Ringen um menschenwürdige Arbeit, VSA: Hamburg 2018.
- zusammen mit Wolfgang Alles, Gesundheitsschutz muss erkämpft werden. Ein Blick zurück auf die Auseinandersetzungen bei Alstom Power Mannheim – und ein Blick nach vorne, IG Metall: Mannheim 2021.
- mit Herbert Obenland und Peter Birke: Das andere 1968, Die Buchmacherei, Berlin 2022, ISBN 978-3-9823317-3-7.
- Eine Revolte der Natur. Gesellschaftskritik in Zeiten einer Pandemie, Die Buchmacherei, Berlin 2022, ISBN 978-3-9823317-7-5.